# Polyplacapros tyleri
Polyplacapros tyleri är en fiskart som beskrevs av K. Fujii och Uyeno 1979. Polyplacapros tyleri ingår i släktet Polyplacapros och familjen Aracanidae. Inga underarter finns listade i Catalogue of Life.